# Кільмезь (річка)
Кільме́зь (рос. Кильмезь) — річка в Удмуртії (Краногорський, Ігринський, Селтинський, Сюмсинський райони) та Кіровській області (Кільмезький, Уржумський райони) Росія, ліва притока Вятки.
Назва річки походить від удмуртського племінного союзу калмез, калмези, або від марійського слова килмиш — мерзла вода.
Довжина річки становить 270 км, більша її частина протікає по території Удмуртії — 195 км. В Кіровській області знаходиться лише її нижня течія. Загальна площа басейну становить 17525 км², з яких більша частина знаходиться навпаки на території Кіровської області — 10600 км².
Кільмезь починається на Красногорській височині посеред лісових масивів тайги, за 2,5 км на північний захід від села Піонерський. Протікає в західному та південно-західному напрямах, приймаючи багато приток. Правобережжя представлене лісистою низинною рівниною висотою 100–200 м. Вона складена воднольодовиквоми, переважно піщаними відкладами. Лівобережжя — це піднята та розчленована рівнина, що представляє західні відроги Прикамської височини з висотами 150–170 м. Саме тому лівий берег стрімкий, а правий — пологий. Правий берег має 3 тераси: заплавну (висота 4-5 м), першу надзаплавну (8 м) та другу надзаплавну (20-25 м). Долина річки слабко врізана, але досить широка.
Ширина русла в нижній течії досягає 100 м, глибина від 0,5 до 2 м. Швидкість течії в межень 0,5-1 м/с. В руслі є дрібні річкові острови, піщані коси. Похил річки в нижній течії становить всього 0,0003, в верхній — 0,0006. Русло має багато меандрів, русло звивисте. В період паводків в деяких місцях русло випрямлюється, після чого утворюються численні озера-стариці. Паводки починаються з початку квітня, закінчуються в кінці травня. Середній рівень води навесні сягає 696 см, влітку та восени — 296 см, взимку — 313 см. Найвищий рівень за всю історію спостереження на річці був зафіксований 6 травня 1979 року — 900 см. Річка замерзає на початку листопада, льодохід в середині квітня. Середні витрати води за рік — 84,6 м³/с.
Так як річка протікає через значні лісові масиви, вона використовується для лісосплаву.

## Притоки
- праві — Вілішур, Юшур, Пестер, Мулик, Уть, Великий Сардик, Середній Сардик, Сардик, Кирчма, Візирма, невідома[1], Сюник, невідома (село Орлово)[2], Лумпун, Лобань, Піщанка, Кульма, Ундула
- ліві — невідома (село Полянці)[3], Кутик, Арлеть, Сюник, Нузик, Кожилка, Чюпровайка, Сюмсилка, Вала, Великий Юг, Юг, Обсемерка
- Ко́жилка - невелика річка, починається на південно-західній околиці колишнього села Кожиль. Протікає на північний захід, впадає до Кільмезю нижче села Юберинський Перевоз. Річка повністю протікає через лісові масиви. У верхній течії та в гирлі через річку збудовано автомобільні мости. Над річкою не знаходяться населені пункти. Довжина - 6 км.

Найбільші притоки (довжиною понад 30 км):
| № | Назва річки | Довжина, км | Висота витоку, м | Висота гирла, м | Похил річки, м/км | Площа басейну, км² |
| - | ----------- | ----------- | ---------------- | --------------- | ----------------- | ------------------ |
| 1 | Вала        | 196         | 217              | 79              | 0,7               | 7360               |
| 2 | Лобань      | 169         | 199              | 78              | 0,7               | 2810               |
| 3 | Лумпун      | 158         | 180              | 83              | 0,6               | 1550               |
| 4 | Уть         | 107         | 192              | 117             | 0,7               | 1190               |
| 5 | Кульма      | 60          | 139              | 66              | 1,2               | 354                |
| 6 | Кирчма      | 52          | 162              | 99              | 1,2               | 138                |
| 7 | Арлеть      | 51          | 218              | 115             | 2,0               | 497                |